# Internationaux de Strasbourg 2004
Internationaux de Strasbourg 2004 — тенісний турнір, що проходив на відкритих кортах з ґрунтовим покриттям Centre Sportif de Hautepierre в Страсбургу (Франція). Це був 18-й за ліком Internationaux de Strasbourg. Належав до турнірів 3-ї категорії в рамках Туру WTA 2004. Тривав з 17 до 22 травня 2004 року. Несіяна Клодін Шоль здобула титул в одиночному розряді.

## Фінальна частина

### Одиночний розряд
- Клодін Шоль —  Ліндсі Девенпорт 2–6, 6–0, 6–3

### Парний розряд
- Ліза Макші /  Мілагрос Секера —  Тіна Кріжан /  Катарина Среботнік 6–4, 6–1